# Клајних
Клајних (њем. Kleinich) општина је у њемачкој савезној држави Рајна-Палатинат. Једно је од 107 општинских средишта округа Бернкастел-Витлих. Према процјени из 2010. у општини је живјело 696 становника. Посједује регионалну шифру (AGS) 7231070.

## Географски и демографски подаци
Клајних се налази у савезној држави Рајна-Палатинат у округу Бернкастел-Витлих. Општина се налази на надморској висини од 450 метара. Површина општине износи 20,3 km². У самом мјесту је, према процјени из 2010. године, живјело 696 становника. Просјечна густина становништва износи 34 становника/km².